# Nati nel 1969/Dicembre
| Questa pagina contiene informazioni ricavate automaticamente dalle voci biografiche con l'ausilio del template Bio e di un bot. L'aggiornamento è periodico e automatico e ricostruisce completamente la pagina. Se manca una persona in questa lista, sei pregato di non aggiungerla, ma accertati piuttosto che la sua voce biografica contenga il template Bio e che i dati anagrafici siano correttamente compilati. Se il template Bio manca, inseriscilo tu stesso o, in alternativa, metti l'avviso {{tmp\|Bio}} che ne segnala la mancanza. Se i dati riportati sono sbagliati, correggi direttamente la voce biografica; le modifiche saranno visibili in questa lista entro pochi giorni. Per chiarimenti vedi il progetto biografie. La lista contiene solo le 359 persone che sono citate nell'enciclopedia e per le quali è stato implementato correttamente il template Bio. Pagina aggiornata al 18 ago 2025. |

- 1º dicembre - Alessio Barbagli, ex ciclista su strada italiano
- 1º dicembre - Jorge Bechara, regista e sceneggiatore argentino
- 1º dicembre - Wilfredo Carbó, ex giocatore di calcio a 5 cubano
- 1º dicembre - Richard Carrier, storico e filosofo statunitense
- 1º dicembre - Choi Chol-su, ex pugile nordcoreano
- 1º dicembre - Giuseppe De Stefano, mafioso italiano
- 1º dicembre - Cristiano Donzelli, disegnatore e illustratore italiano
- 1º dicembre - Mateo Garralda, ex pallamanista e allenatore di pallamano spagnolo
- 1º dicembre - Vardan Ghazaryan, allenatore di calcio e ex calciatore armeno
- 1º dicembre - Elisabetta Guido, cantante italiana
- 1º dicembre - Huang Kuan-ya, ex cestista taiwanese
- 1º dicembre - Siarhiej Rumas, politico e economista bielorusso
- 1º dicembre - Bimbo Tjihero, ex calciatore namibiano
- 1º dicembre - Roberto Traversi, politico italiano
- 1º dicembre - José Manuel Uría, ex ciclista su strada spagnolo
- 1º dicembre - Paea Wolfgramm, ex pugile tongano
- 2 dicembre - Maurizio Federici, ex velocista italiano
- 2 dicembre - Pavel Loskutov, ex maratoneta estone
- 2 dicembre - Denis McDonough, funzionario statunitense
- 2 dicembre - O.J. McDuffie, ex giocatore di football americano statunitense
- 2 dicembre - Gianluca Sordo, ex calciatore italiano
- 3 dicembre - Sandro Casamonica, ex pugile italiano
- 3 dicembre - Nancy Dupláa, attrice argentina
- 3 dicembre - Thomas Forstner, cantante austriaco
- 3 dicembre - Rodney Hampton, ex giocatore di football americano statunitense
- 3 dicembre - Halvard Hanevold, biatleta norvegese († 2019)
- 3 dicembre - Alfonso Johnson, ex cestista colombiano
- 3 dicembre - John Kenneth Muir, critico cinematografico e giornalista statunitense
- 3 dicembre - Diane Ruggiero, sceneggiatrice e produttrice televisiva statunitense
- 3 dicembre - Bill Steer, chitarrista e cantante britannico
- 3 dicembre - Jean Wagner, ex calciatore lussemburghese
- 3 dicembre - Alessandro Zorzolo, ex cestista italiano
- 4 dicembre - Yui Asaka, attrice e cantante giapponese
- 4 dicembre - Jay-Z, rapper, imprenditore e produttore discografico statunitense
- 4 dicembre - Tamás Deutsch, ex nuotatore ungherese
- 4 dicembre - Dionne Farris, cantautrice e produttrice discografica statunitense
- 4 dicembre - Didier Mollard, ex saltatore con gli sci francese
- 4 dicembre - Cătălin Necula, allenatore di calcio e ex calciatore rumeno
- 4 dicembre - Gregor Virant, politico sloveno
- 4 dicembre - Dorel Zegrean, ex calciatore rumeno
- 5 dicembre - Jean Elias, ex calciatore brasiliano
- 5 dicembre - Maria Antonietta Farina Coscioni, politica italiana
- 5 dicembre - Morgan J. Freeman, regista statunitense
- 5 dicembre - Valdemaro Gustinelli, ex pallavolista e dirigente sportivo italiano
- 5 dicembre - Sajid Javid, politico britannico
- 5 dicembre - Alex Kapp Horner, attrice statunitense
- 5 dicembre - Ngudi Nathalie Nzongo, ex cestista della Repubblica Democratica del Congo
- 5 dicembre - Lewis Pugh, nuotatore britannico
- 5 dicembre - Ramón Ramírez, ex calciatore messicano
- 5 dicembre - Lynne Ramsay, regista e sceneggiatrice britannica
- 5 dicembre - Dean Računica, allenatore di calcio e ex calciatore croato
- 5 dicembre - Eric Saindon, effettista statunitense
- 5 dicembre - Asa Somers, attore statunitense
- 5 dicembre - Catherine Tate, attrice e comica britannica
- 5 dicembre - Jennifer Laura Thompson, attrice e soprano statunitense
- 5 dicembre - David Villabona, ex calciatore spagnolo
- 6 dicembre - Christophe Agnolutto, ex ciclista su strada francese
- 6 dicembre - Robert deMaine, violoncellista statunitense
- 6 dicembre - Steve Felton, batterista e regista statunitense
- 6 dicembre - Asier Garitano, allenatore di calcio e ex calciatore spagnolo
- 6 dicembre - Irene Grandi, cantautrice italiana
- 6 dicembre - Jörg Heinrich, allenatore di calcio, dirigente sportivo e ex calciatore tedesco
- 6 dicembre - Torri Higginson, attrice canadese
- 6 dicembre - Kerstin Kielgass, ex nuotatrice tedesca
- 6 dicembre - Oskaras Koršunovas, regista teatrale lituano
- 6 dicembre - Michal Petrouš, allenatore di calcio e ex calciatore ceco
- 6 dicembre - Andrea Salinas, politica statunitense
- 6 dicembre - Quinn Smith, attore statunitense
- 6 dicembre - Elmore Spencer, ex cestista statunitense
- 6 dicembre - Slaviša Stojanovič, allenatore di calcio e ex calciatore sloveno
- 7 dicembre - Vladimir Beljavskij, generale russo
- 7 dicembre - Gianluca Mech, imprenditore e personaggio televisivo italiano
- 7 dicembre - Paolo Milanoli, ex schermidore italiano
- 7 dicembre - Zoran Ranković, ex calciatore jugoslavo
- 7 dicembre - Peter Sitt, ex nuotatore tedesco
- 8 dicembre - Lars Bohinen, allenatore di calcio, dirigente sportivo e ex calciatore norvegese
- 8 dicembre - José Luis Bueno, ex pugile messicano
- 8 dicembre - Bernd Hollerbach, allenatore di calcio e ex calciatore tedesco
- 8 dicembre - Pier Fausto Recchia, dirigente d'azienda e dirigente pubblico italiano
- 9 dicembre - Touria Alaoui, attrice e comica marocchina
- 9 dicembre - Eupremio Carruezzo, dirigente sportivo, allenatore di calcio e ex calciatore italiano
- 9 dicembre - Jakob Dylan, cantautore e chitarrista statunitense
- 9 dicembre - Barbara Fanocchi, ex cestista italiana
- 9 dicembre - Tommi Grönlund, ex calciatore finlandese
- 9 dicembre - Horst Heldt, ex calciatore tedesco
- 9 dicembre - Bixente Lizarazu, ex calciatore francese
- 9 dicembre - Mario Novaković, ex calciatore croato
- 9 dicembre - Sebastian Spence, attore canadese
- 9 dicembre - Akbar Yousefi, ex giocatore di calcio a 5 iraniano
- 10 dicembre - Paulo Alves, allenatore di calcio e ex calciatore portoghese
- 10 dicembre - Guido Ascari, economista italiano
- 10 dicembre - Hanna Balabanova, ex canoista ucraina
- 10 dicembre - Evgenij Balickij, politico russo
- 10 dicembre - Rob Blake, dirigente sportivo e ex hockeista su ghiaccio canadese
- 10 dicembre - Françoiz Breut, cantante, disegnatrice e illustratrice francese
- 10 dicembre - Aluma Goren, ex cestista israeliana
- 10 dicembre - Andrej Kavun, regista russo
- 10 dicembre - Rosanna Ragusa, giornalista italiana
- 10 dicembre - Austin Scott, politico statunitense
- 10 dicembre - Lorenza Vigarani, ex nuotatrice italiana
- 11 dicembre - Maurizio Aiello, attore e ex modello italiano
- 11 dicembre - Viswanathan Anand, scacchista indiano
- 11 dicembre - Francisco Javier Arellano Félix, criminale messicano
- 11 dicembre - Stig Inge Bjørnebye, dirigente sportivo, allenatore di calcio e ex calciatore norvegese
- 11 dicembre - Laurent Castro, ex giocatore di beach soccer francese
- 11 dicembre - Gerald Delepine, pilota motociclistico belga
- 11 dicembre - Edgar Denis, ex calciatore paraguaiano
- 11 dicembre - Samir Kadhim Hassan, ex calciatore iracheno
- 11 dicembre - Peter Lines, giocatore di snooker inglese
- 11 dicembre - Max Martini, attore statunitense
- 11 dicembre - Alessandro Melli, dirigente sportivo e ex calciatore italiano
- 11 dicembre - Pietro Strada, dirigente sportivo, allenatore di calcio e ex calciatore italiano
- 12 dicembre - Tom Bennett, attore e personaggio televisivo britannico
- 12 dicembre - Eduardo São Thiago Lentz, allenatore di calcio a 5 e ex giocatore di calcio a 5 brasiliano
- 12 dicembre - Gabriel Francini, ex tennista sammarinese
- 12 dicembre - Giuseppe Genna, scrittore italiano
- 12 dicembre - Sophie Kinsella, scrittrice e giornalista britannica
- 12 dicembre - Wilfred Kirochi, ex mezzofondista keniota
- 12 dicembre - Juha Luhtanen, ex cestista finlandese
- 12 dicembre - Fiona May, ex lunghista, triplista e attrice britannica
- 12 dicembre - Christian Meyer, ex ciclista su strada tedesco
- 12 dicembre - Michael Möllenbeck, discobolo tedesco († 2022)
- 12 dicembre - Peter Nyborg, ex tennista svedese
- 12 dicembre - Ezio Zani, politico italiano
- 13 dicembre - Paul Attwood, ex bobbista britannico
- 13 dicembre - Senad Begović, ex cestista bosniaco
- 13 dicembre - Andrea Benvenuti, ex mezzofondista italiano
- 13 dicembre - Tony Curran, attore britannico
- 13 dicembre - Sergej Fëdorov, dirigente sportivo e ex hockeista su ghiaccio sovietico
- 13 dicembre - Evric Gray, ex cestista statunitense
- 13 dicembre - Hideo Ishikawa, doppiatore giapponese
- 13 dicembre - Tareq Khairi Hussein, ex cestista egiziano
- 13 dicembre - Fredrik Lööf, ex velista svedese
- 13 dicembre - Murat Ismailovič Nasyrov, cantante russo († 2007)
- 13 dicembre - Jacky Peeters, ex calciatore belga
- 13 dicembre - Allen Schindler, marinaio statunitense († 1992)
- 13 dicembre - Lucia Stara, attrice e cantante italiana
- 13 dicembre - Lusia Strus, attrice statunitense
- 13 dicembre - Jennifer Youngs, attrice e cantante statunitense
- 14 dicembre - Ildebrando D'Arcangelo, basso italiano
- 14 dicembre - James Debbah, allenatore di calcio e ex calciatore liberiano
- 14 dicembre - Gerhard Gleirscher, ex slittinista austriaco
- 14 dicembre - Archie Kao, attore statunitense
- 14 dicembre - Igor' Kogan, banchiere russo
- 14 dicembre - Arthur Numan, ex calciatore olandese
- 14 dicembre - Alessandro Sortino, giornalista, personaggio televisivo e autore televisivo italiano
- 14 dicembre - Jolanta Vilutytė, ex cestista lituana
- 15 dicembre - Alfredo Bazoli, politico italiano
- 15 dicembre - José Castelblanco, ex ciclista su strada colombiano
- 15 dicembre - Terry A. Davis, programmatore statunitense († 2018)
- 15 dicembre - Uchenna Benneth Emenike, ingegnere, scrittore e attore teatrale nigeriano
- 15 dicembre - Adriana Esteves, attrice brasiliana
- 15 dicembre - Melvin Hunt, ex cestista e allenatore di pallacanestro statunitense
- 15 dicembre - Ralph Ineson, attore britannico
- 15 dicembre - Ulrich Köhler, regista e sceneggiatore tedesco
- 15 dicembre - Rick Law, fumettista statunitense
- 15 dicembre - Ahmed Ouattara, ex calciatore ivoriano
- 15 dicembre - Chantal Petitclerc, atleta paralimpica canadese
- 15 dicembre - Marion Poschmann, scrittrice e poetessa tedesca
- 15 dicembre - Juha Riihijärvi, allenatore di hockey su ghiaccio e ex hockeista su ghiaccio finlandese
- 15 dicembre - Adam Setliff, ex discobolo statunitense
- 15 dicembre - Wayne Simmons, giocatore di football americano statunitense († 2002)
- 15 dicembre - Dan Williams, ex giocatore di football americano statunitense
- 15 dicembre - Eugène Yago, ex calciatore ivoriano
- 16 dicembre - Francisco Javier Cornago, ex calciatore spagnolo
- 16 dicembre - Simon Grayson, allenatore di calcio e ex calciatore inglese
- 16 dicembre - Lei Jun, imprenditore cinese
- 16 dicembre - Florencia Lozano, attrice statunitense
- 16 dicembre - Natanael Macedo, ex calciatore brasiliano
- 16 dicembre - Kevin McGowne, ex calciatore scozzese
- 16 dicembre - Sergi Pedrerol, ex pallanuotista spagnolo
- 16 dicembre - Regina Pessoa, animatrice portoghese
- 16 dicembre - Adam Riess, fisico statunitense
- 16 dicembre - Shane, ex attrice pornografica statunitense
- 16 dicembre - Michelle Smith, ex nuotatrice irlandese
- 17 dicembre - Laurent Guyot, allenatore di calcio, dirigente sportivo e ex calciatore francese
- 17 dicembre - Laurie Holden, attrice e attivista statunitense
- 17 dicembre - Inna Lasovskaja, ex triplista russa
- 17 dicembre - Chuck Liddell, artista marziale misto statunitense
- 17 dicembre - Rob Maas, allenatore di calcio e ex calciatore olandese
- 17 dicembre - Peter Mertens, politico belga
- 17 dicembre - Mario Mirković, attore croato
- 17 dicembre - Robinah Nabbanja, politica ugandese
- 17 dicembre - Natalia Pulido, ex nuotatrice spagnola
- 17 dicembre - María Quintanal, ex tiratrice a volo spagnola
- 17 dicembre - Marcelo Scheave, ex giocatore di calcio a 5 argentino
- 17 dicembre - Ol'ga Simušina, ex biatleta russa
- 17 dicembre - Vangjel Tavo, politico albanese
- 17 dicembre - Siniša Žugić, tuffatore jugoslavo
- 18 dicembre - Giusi Bartolozzi, politica italiana
- 18 dicembre - Santiago Cañizares, ex calciatore spagnolo
- 18 dicembre - Marco Coleman, ex giocatore di football americano statunitense
- 18 dicembre - Justin Edinburgh, allenatore di calcio e calciatore inglese († 2019)
- 18 dicembre - Martín Rodríguez, allenatore di tennis e ex tennista argentino
- 19 dicembre - Florinda Andreucci, ex maratoneta e mezzofondista italiana
- 19 dicembre - Lucilla Andreucci, ex maratoneta e mezzofondista italiana
- 19 dicembre - César Arranz, ex cestista spagnolo
- 19 dicembre - Michael Bates, ex velocista e ex giocatore di football americano statunitense
- 19 dicembre - Renato Buso, allenatore di calcio e ex calciatore italiano
- 19 dicembre - Santana Dotson, ex giocatore di football americano statunitense
- 19 dicembre - Tom Gugliotta, ex cestista statunitense
- 19 dicembre - Richard Hammond, conduttore televisivo, conduttore radiofonico e pilota automobilistico britannico
- 19 dicembre - David Hillier, ex calciatore inglese
- 19 dicembre - Əzizə Mustafazadə, cantante, pianista e compositrice azera
- 19 dicembre - Carlos Retegui, ex hockeista su prato e allenatore di hockey su prato argentino
- 19 dicembre - Kristy Swanson, attrice statunitense
- 20 dicembre - Bent Apneseth, ex calciatore norvegese
- 20 dicembre - Nicușor Dan, politico, attivista e matematico rumeno
- 20 dicembre - Claus Eftevaag, ex calciatore norvegese
- 20 dicembre - Tat'jana Fachrutdinova, ex schermitrice russa
- 20 dicembre - Serhij Holubyc'kyj, ex schermidore ucraino
- 20 dicembre - Carmelo Miranda, ex ciclista su strada spagnolo
- 20 dicembre - Manuela Morabito, attrice italiana
- 20 dicembre - Brian O'Halloran, attore statunitense
- 20 dicembre - Kenji Ogiwara, politico, dirigente sportivo e ex combinatista nordico giapponese
- 20 dicembre - Tsugiharu Ogiwara, ex combinatista nordico giapponese
- 20 dicembre - Zahra Ouaziz, ex mezzofondista marocchina
- 20 dicembre - Bobby Phills, cestista statunitense († 2000)
- 20 dicembre - Arlene Xavier, pallavolista brasiliana
- 20 dicembre - Chisa Yokoyama, doppiatrice giapponese
- 20 dicembre - Alain de Botton, scrittore e filosofo svizzero
- 21 dicembre - Francesco Ferdinando Brandi, drammaturgo e regista teatrale italiano
- 21 dicembre - Julie Delpy, attrice, regista e sceneggiatrice francese
- 21 dicembre - Nadežda Aleksandrovna Gračeva, ex ballerina russa
- 21 dicembre - Haruko Iida, fumettista e illustratrice giapponese
- 21 dicembre - Gianluca Musumeci, ex calciatore italiano
- 21 dicembre - Markus Neteler, geografo e programmatore tedesco
- 21 dicembre - Jorge Neves, allenatore di calcio e ex calciatore portoghese
- 21 dicembre - Rui Neves, ex calciatore portoghese
- 21 dicembre - Leon Searcy, ex giocatore di football americano statunitense
- 21 dicembre - Rufo Emiliano Verga, ex calciatore italiano
- 21 dicembre - Mihails Zemļinskis, ex calciatore, allenatore di calcio e politico lettone
- 22 dicembre - Myriam Bédard, ex biatleta e dirigente sportiva canadese
- 22 dicembre - Fabio Favi, allenatore di calcio e ex calciatore italiano
- 22 dicembre - Sandra Forgues, ex canoista francese
- 22 dicembre - Gianna Hablützel-Bürki, ex schermitrice svizzera
- 22 dicembre - Dagmar Hase, ex nuotatrice tedesca
- 22 dicembre - Mats Lilienberg, ex calciatore svedese
- 22 dicembre - Scott McGrory, ex pistard australiano
- 22 dicembre - Nasila Onjiko, ex cestista keniota
- 22 dicembre - Mark Robins, allenatore di calcio e ex calciatore inglese
- 22 dicembre - Daniele Roccato, contrabbassista e compositore italiano
- 22 dicembre - Federica Saraceni, ex terrorista italiana
- 22 dicembre - Susana Sumelzo, politica spagnola
- 22 dicembre - Miguel Torrecilla, dirigente sportivo e ex calciatore spagnolo
- 22 dicembre - Siegfried Voglreiter, ex sciatore alpino austriaco
- 23 dicembre - Greg Biffle, pilota automobilistico statunitense
- 23 dicembre - Erik Brødreskift, batterista norvegese († 1999)
- 23 dicembre - Martha Byrne, attrice statunitense
- 23 dicembre - Patrizio Cigliano, attore, drammaturgo e regista teatrale italiano
- 23 dicembre - Nick Moran, attore, sceneggiatore e regista britannico
- 23 dicembre - Angelika Neuner, ex slittinista austriaca
- 23 dicembre - Günter Perl, ex arbitro di calcio tedesco
- 23 dicembre - Davide Pianezze, fotoreporter italiano
- 23 dicembre - Pascal Picotte, pilota motociclistico canadese
- 23 dicembre - Goran Sudžuka, illustratore croato
- 23 dicembre - Rolando Valverde, ex giocatore di calcio a 5 costaricano
- 24 dicembre - Stefano Bellani, comico e cabarettista italiano
- 24 dicembre - Milan Blagojevic, ex calciatore australiano
- 24 dicembre - Chen Yueling, ex marciatrice cinese
- 24 dicembre - Silvia Fiorini, ex calciatrice italiana
- 24 dicembre - Pernille Fischer Christensen, regista e sceneggiatrice danese
- 24 dicembre - Linda Gates, ex tennista statunitense
- 24 dicembre - Tarō Gotō, ex calciatore giapponese
- 24 dicembre - Abiodun Idowu, ex calciatore e ex giocatore di calcio a 5 nigeriano
- 24 dicembre - Kristina Kalesinskaitė, ex cestista lituana
- 24 dicembre - Nick Love, regista e scrittore inglese
- 24 dicembre - Sean Cameron Michael, attore, cantante e sceneggiatore sudafricano
- 24 dicembre - Ed Miliband, politico britannico
- 24 dicembre - Mark Millar, fumettista britannico
- 24 dicembre - Luis Musrri, allenatore di calcio e ex calciatore cileno
- 24 dicembre - Nazzareno Pilozzi, politico italiano
- 24 dicembre - Constance Seeiso, principessa lesothiana († 1994)
- 24 dicembre - Oleg Skripočka, cosmonauta e ingegnere russo
- 24 dicembre - Gintaras Staučė, allenatore di calcio e ex calciatore lituano
- 25 dicembre - Antōnīs Antōniou, ex calciatore cipriota
- 25 dicembre - Nicolas Godin, polistrumentista francese
- 25 dicembre - Fred Børre Lundberg, ex combinatista nordico norvegese
- 25 dicembre - Jaron Löwenberg, attore e doppiatore israeliano
- 25 dicembre - Aleksandr Maslov, allenatore di calcio e ex calciatore russo
- 25 dicembre - AnNa R., cantautrice tedesca († 2025)
- 25 dicembre - Fred Onyancha, ex mezzofondista keniota
- 25 dicembre - Mitko Trendafilov, ex calciatore bulgaro
- 25 dicembre - Xande de Pilares, cantante, compositore e chitarrista brasiliano
- 26 dicembre - Antonio Caridi, politico italiano
- 26 dicembre - Luca Colombo, ex ciclista su strada italiano
- 26 dicembre - Alessandro De Francesco, scrittore italiano
- 26 dicembre - Joseph Victor Ejercito, politico filippino
- 26 dicembre - Thomas Linke, ex calciatore tedesco
- 26 dicembre - Marc M'Bahia, ex cestista ivoriano
- 26 dicembre - Meredith Michaels-Beerbaum, cavallerizza statunitense
- 26 dicembre - Giovanni Muciaccia, conduttore televisivo, attore teatrale e artista italiano
- 26 dicembre - Massimiliano Rizzo, ex cestista italiano
- 26 dicembre - Alessandro Strumia, fisico italiano
- 26 dicembre - Isaac Viciosa, ex mezzofondista spagnolo
- 26 dicembre - Peppe Voltarelli, cantautore, attore e scrittore italiano
- 27 dicembre - Jean-Christophe Boullion, pilota di Formula 1 francese
- 27 dicembre - Chyna, wrestler, culturista e attrice pornografica statunitense († 2016)
- 27 dicembre - William Rafael González, ex calciatore venezuelano
- 27 dicembre - Shayla LaVeaux, attrice pornografica statunitense
- 27 dicembre - Stefano Mugnai, politico italiano
- 27 dicembre - Artur Oliveira, allenatore di calcio e ex calciatore brasiliano
- 27 dicembre - Giampaolo Papi, scrittore e medico italiano
- 27 dicembre - Linda Pétursdóttir, modella islandese
- 27 dicembre - Marco Sanna, allenatore di calcio e ex calciatore italiano
- 27 dicembre - Sarah Vowell, attrice e doppiatrice statunitense
- 27 dicembre - Thomas Zampach, allenatore di calcio, ex calciatore e giocatore di football americano tedesco
- 28 dicembre - Katie Hobbs, politica statunitense
- 28 dicembre - Alberto Macías, ex calciatore messicano
- 28 dicembre - Odd Inge Olsen, ex calciatore norvegese
- 28 dicembre - Park Hyeon-suk, ex cestista sudcoreana
- 28 dicembre - Juan Reynoso, allenatore di calcio e ex calciatore peruviano
- 28 dicembre - Rehema Stephens, ex cestista statunitense
- 28 dicembre - Linus Torvalds, informatico e blogger finlandese
- 29 dicembre - Frediana Biasutti, giornalista italiana
- 29 dicembre - Stefan Brijs, scrittore belga
- 29 dicembre - Jennifer Ehle, attrice statunitense
- 29 dicembre - Patrick Fischler, attore statunitense
- 29 dicembre - Travis Ford, allenatore di pallacanestro e ex cestista statunitense
- 29 dicembre - Jurgen van den Goorbergh, pilota motociclistico olandese
- 29 dicembre - Roy Gumbs, ex calciatore anguillano
- 29 dicembre - Michael Köllner, allenatore di calcio e dirigente sportivo tedesco
- 29 dicembre - Lee So-ra, cantante sudcoreana
- 29 dicembre - Allan McNish, ex pilota automobilistico britannico
- 29 dicembre - José Antonio Noriega, ex calciatore messicano
- 29 dicembre - Tomasz Tułacz, allenatore di calcio e ex calciatore polacco
- 29 dicembre - Brendan Venter, ex rugbista a 15, medico e allenatore di rugby a 15 sudafricano
- 29 dicembre - Nelė Žilinskienė, ex altista lituana
- 30 dicembre - Jason Kay, musicista e cantante britannico
- 30 dicembre - Alou Badra Diallo, allenatore di calcio maliano
- 30 dicembre - Dave England, stuntman e skater statunitense
- 30 dicembre - Jens Eriksen, ex giocatore di badminton danese
- 30 dicembre - Merle Esken, ex schermitrice estone
- 30 dicembre - Kersti Kaljulaid, politica estone
- 30 dicembre - Chris Mack, ex cestista e allenatore di pallacanestro statunitense
- 30 dicembre - Anthuan Maybank, ex velocista statunitense
- 30 dicembre - Shane McConkey, sciatore e base jumper canadese († 2009)
- 30 dicembre - Meredith Monroe, attrice statunitense
- 30 dicembre - Emiliano Pagani, fumettista italiano
- 31 dicembre - Lahcen Abrami, ex calciatore marocchino
- 31 dicembre - Neal Avron, produttore discografico, musicista e tecnico del suono statunitense
- 31 dicembre - Duma Boko, politico botswano
- 31 dicembre - Antonio Dini, giornalista e scrittore italiano
- 31 dicembre - Luis Dámaso, tenore spagnolo
- 31 dicembre - Serge Frydman, sceneggiatore francese
- 31 dicembre - Jay Giannone, attore, regista e produttore cinematografico statunitense
- 31 dicembre - Oliver Lieb, disc-jockey tedesco
- 31 dicembre - Kazu Makino, cantante e musicista giapponese
- 31 dicembre - Javier Manjarín, ex calciatore spagnolo
- 31 dicembre - Mário Morgado, allenatore di calcio e ex calciatore portoghese
- 31 dicembre - Trent Opaloch, direttore della fotografia canadese
- 31 dicembre - Álex Pineda Chacón, ex calciatore honduregno
- 31 dicembre - David Rawlings, cantante e chitarrista statunitense
- 31 dicembre - Siba Shakib, scrittrice, regista e attivista iraniana
- 31 dicembre - Alisdair Simpson, attore britannico
- 31 dicembre - Will Speck e Josh Gordon, regista, produttore cinematografico e sceneggiatore statunitense
- 31 dicembre - Park Stickney, arpista statunitense
- 31 dicembre - Shizuya Wazarai, fumettista giapponese
- 31 dicembre - Zé Gordo, ex calciatore angolano